# Santiago Udina
Santiago Udina Martorell (Barcelona, 23 de diciembre de 1911 - ibídem, 17 de marzo de 2006) fue un abogado y político español.

## Biografía
Nació el 23 de diciembre de 1911 en Barcelona y se licenció en Derecho por la Universidad de Barcelona en 1933. Fue un ferviente católico, lo que, junto a su actividad antirrepublicana, le llevó a la cárcel durante la Guerra Civil Española, siendo liberado una vez las tropas sublevadas entraron en Barcelona a principios de 1939. Además, sus padres fueron asesinados por los republicanos durante la Guerra por su catolicismo. En la posguerra Udina formó parte de Acción Católica, de cuya Junta Nacional ocupó una vocalía, el mismo cargo que desempeñó en la Asociación Católica de Padres de familia. Fue concejal y teniente de alcalde en el Ayuntamiento de Barcelona por el tercio corporativo en 1954. En septiembre de 1962 fue nombrado secretario general de la comisaría del Plan de Desarrollo, entre 1965 y 1970 ocupó la subsecretaría del Ministerio de Obras Públicas y en 1968 se hizo con la presidencia del Banco de Crédito Local. Posteriormente, ocuparía el cargo de delegado del Gobierno en el consorcio de la Zona Franca de Barcelona y sería procurador en las Cortes franquistas designado por el Jefe del Estado. 
En 1974 fue condecorado con la gran cruz de la Orden de Isabel la Católica. Además presidió el Círculo Catalán de Madrid. Tras el franquismo concurrió a las elecciones generales de 1977 en las listas de Alianza Popular pero no logró el escaño, y desde entonces vivió apartado de la actividad pública.
Era hermano del historiador y archivero Federico Udina Martorell.